# Psiliglossa pulchra
Psiliglossa pulchra är en stekelart som beskrevs av Morawitz 1895. Psiliglossa pulchra ingår i släktet Psiliglossa och familjen Eumenidae. Utöver nominatformen finns också underarten P. p. zhelochovtsevi.